# Juniperus californica
Juniperus californica är en cypressväxtart som beskrevs av Élie Abel Carrière. Juniperus californica ingår i släktet enar och familjen cypressväxter. Inga underarter finns listade i Catalogue of Life.
Arten förekommer i delstaterna Arizona, Kalifornien och Nevada i USA samt i angränsande regioner av delstaten Baja California Norte i Mexiko. Den hittas även på några öar som Cedros Island och Guadalupeön väster om halvön Baja California. Utbredningsområdet ligger 70 till 1500 meter över havet. Habitatet utgörs av öknar, halvöknar och torra buskskogar.
I öknar och halvöknar hittas arten glest fördelad tillsammans med arter av bland annat opuntiasläktet, palmliljesläktet, agavesläktet och släktet Larrea. Arten är även vanlig i busklandskapet Chaparral tillsammans med småväxta former av Pinus attenuata och Pinus sabiniana samt andra buskar som Ceanothus leucodermis och Arctostaphylos glauca.
Ofta faller regn bara under vintern och under vissa år förekommer ingen nederbörd alls. Juniperus californica behöver därför nå grundvattnet.
Bränder kan vara ett hot för delar av beståndet. Särskilt känsliga är populationerna på de nämnda öarna. Getterna som åt delar av Juniperus californica samt från andra inhemska växter har bortförts från Guadalupeön. IUCN kategoriserar arten globalt som livskraftig.

## Bildgalleri

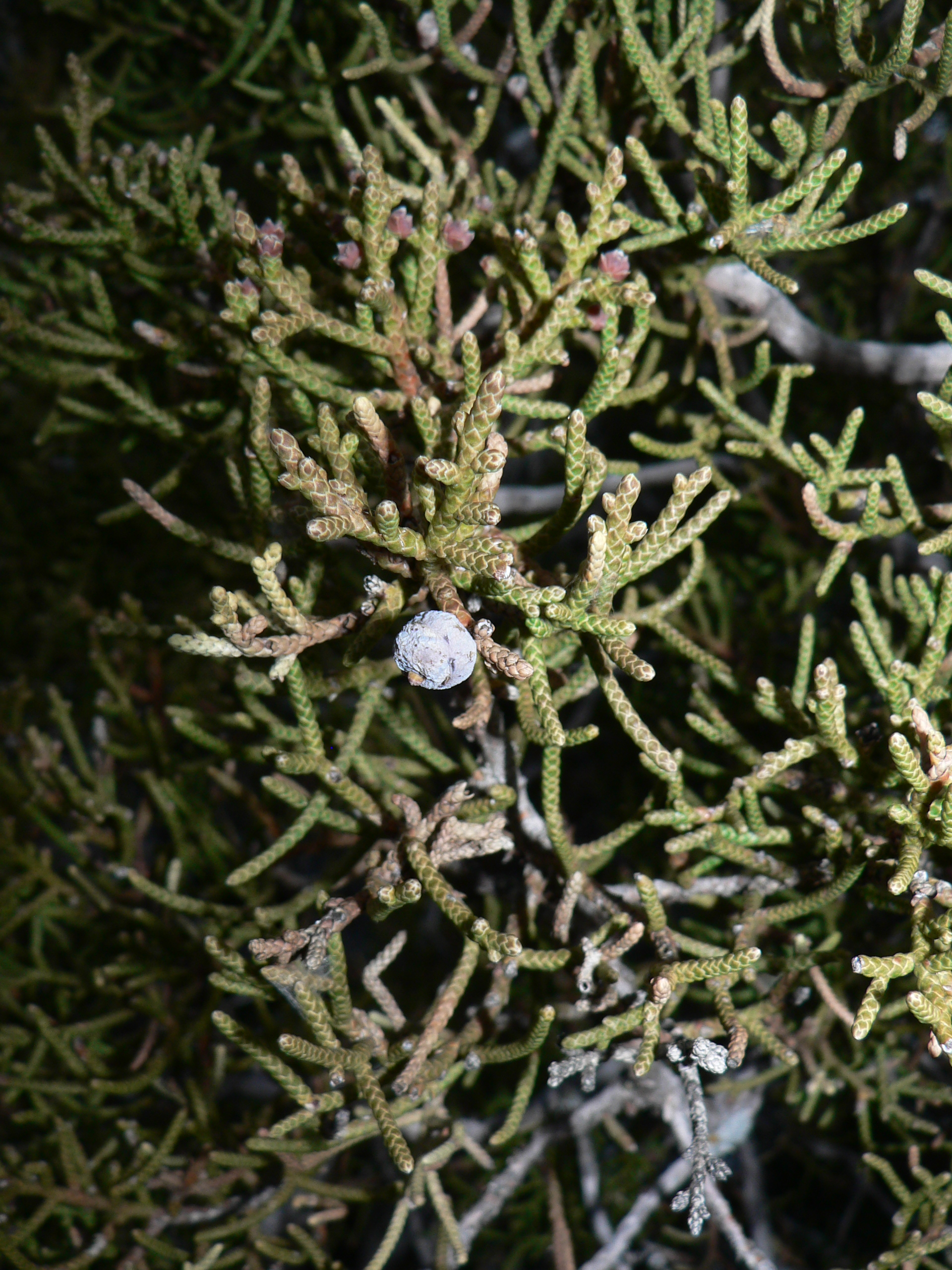
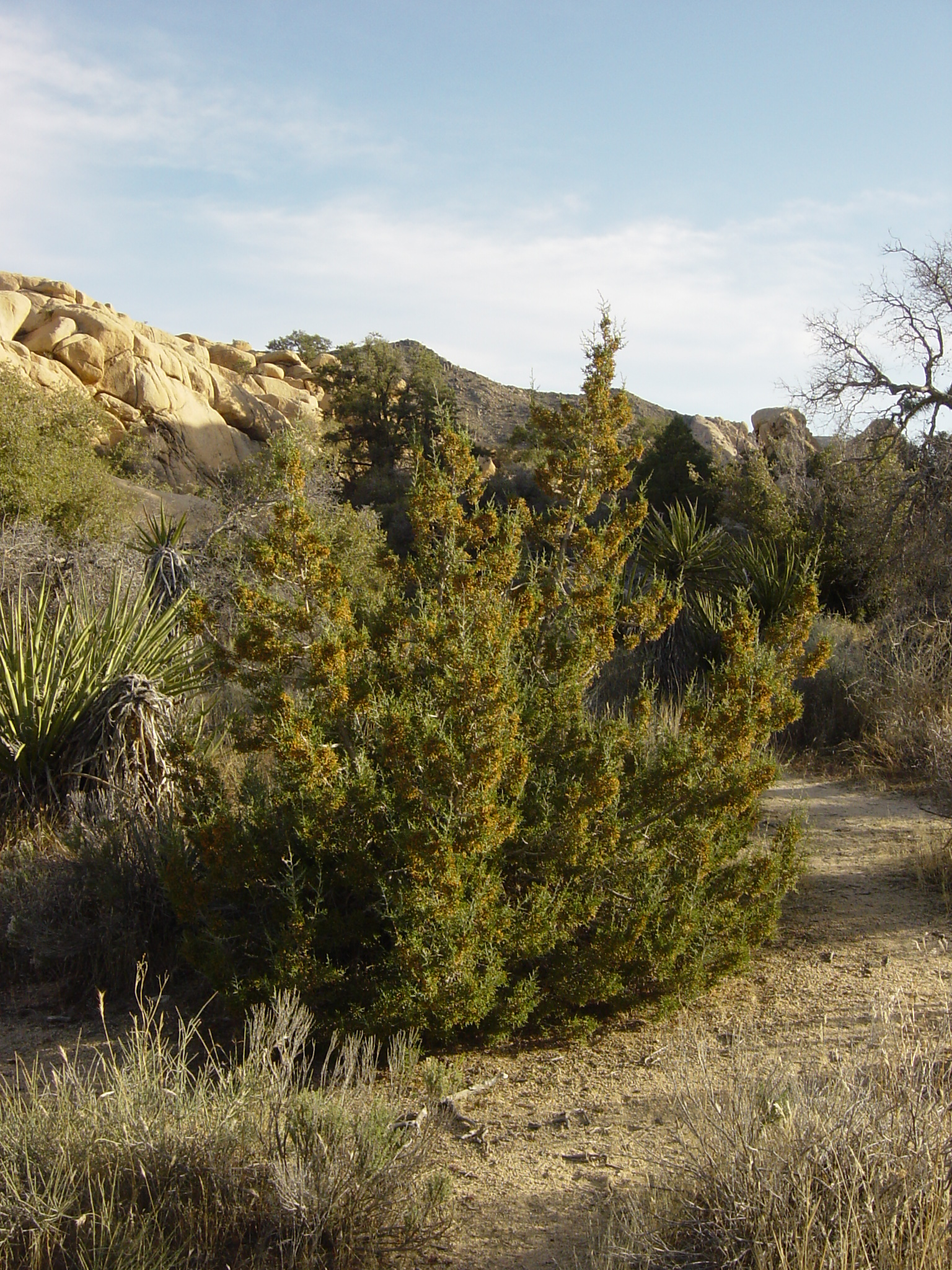
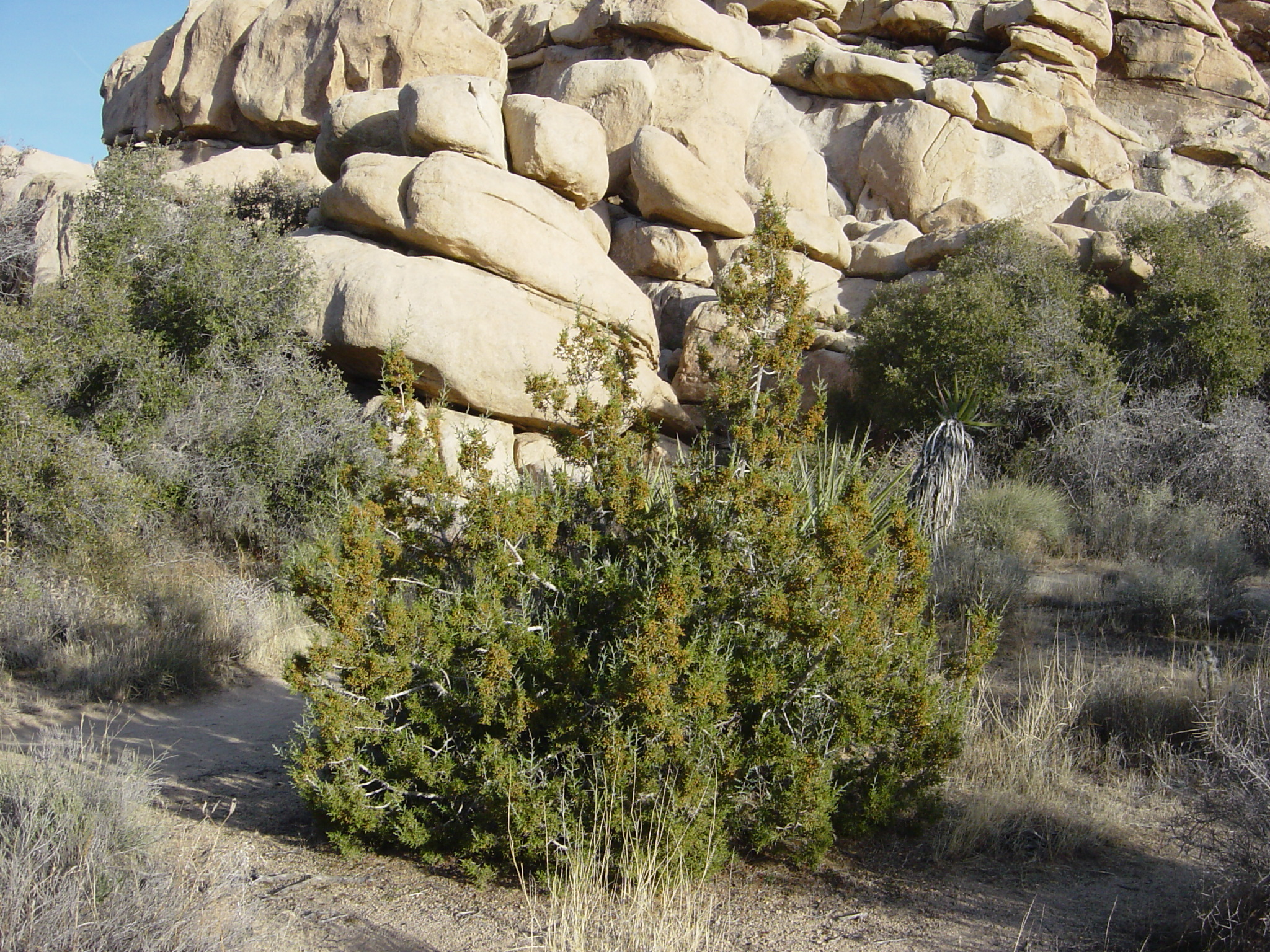
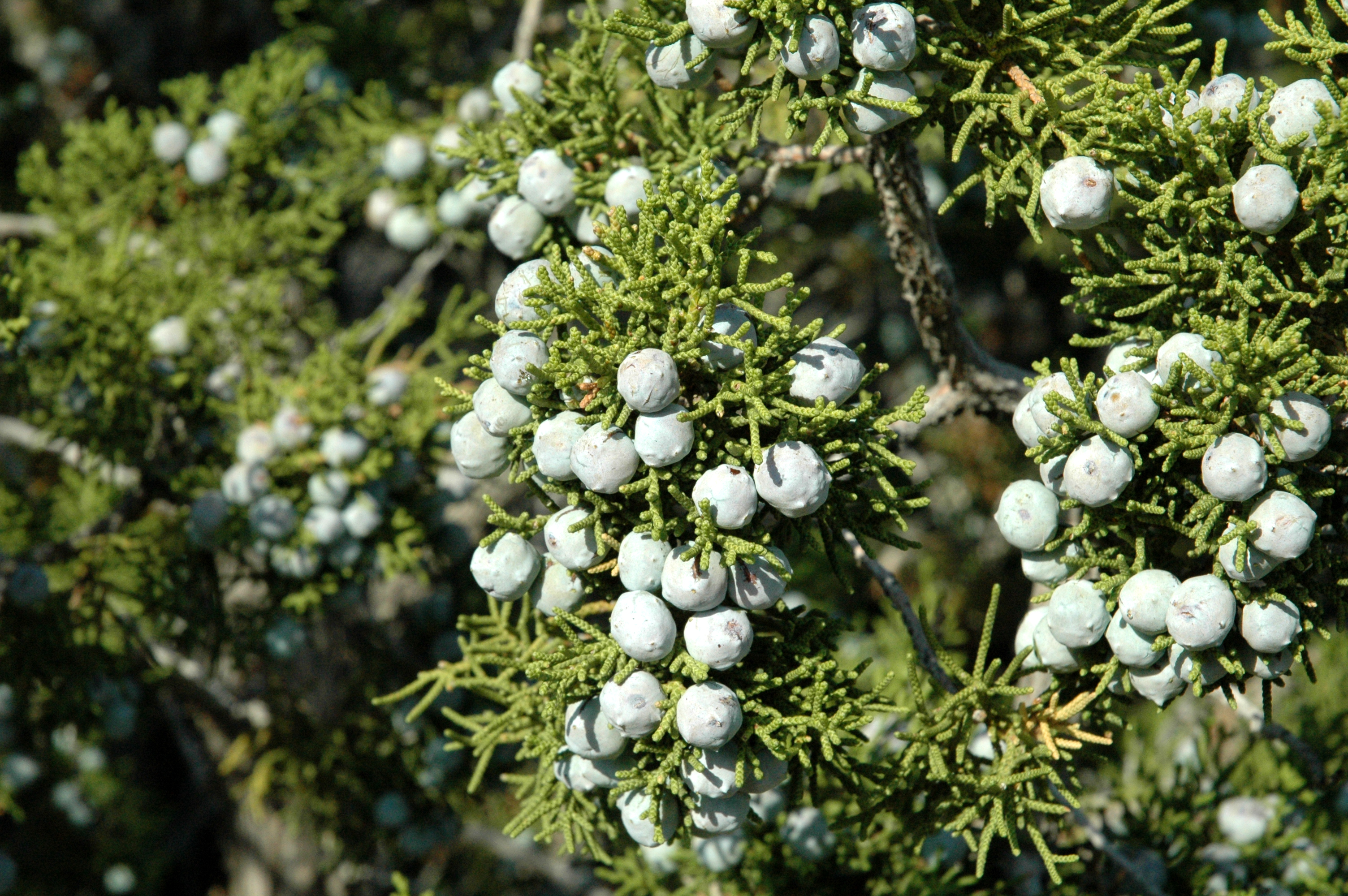
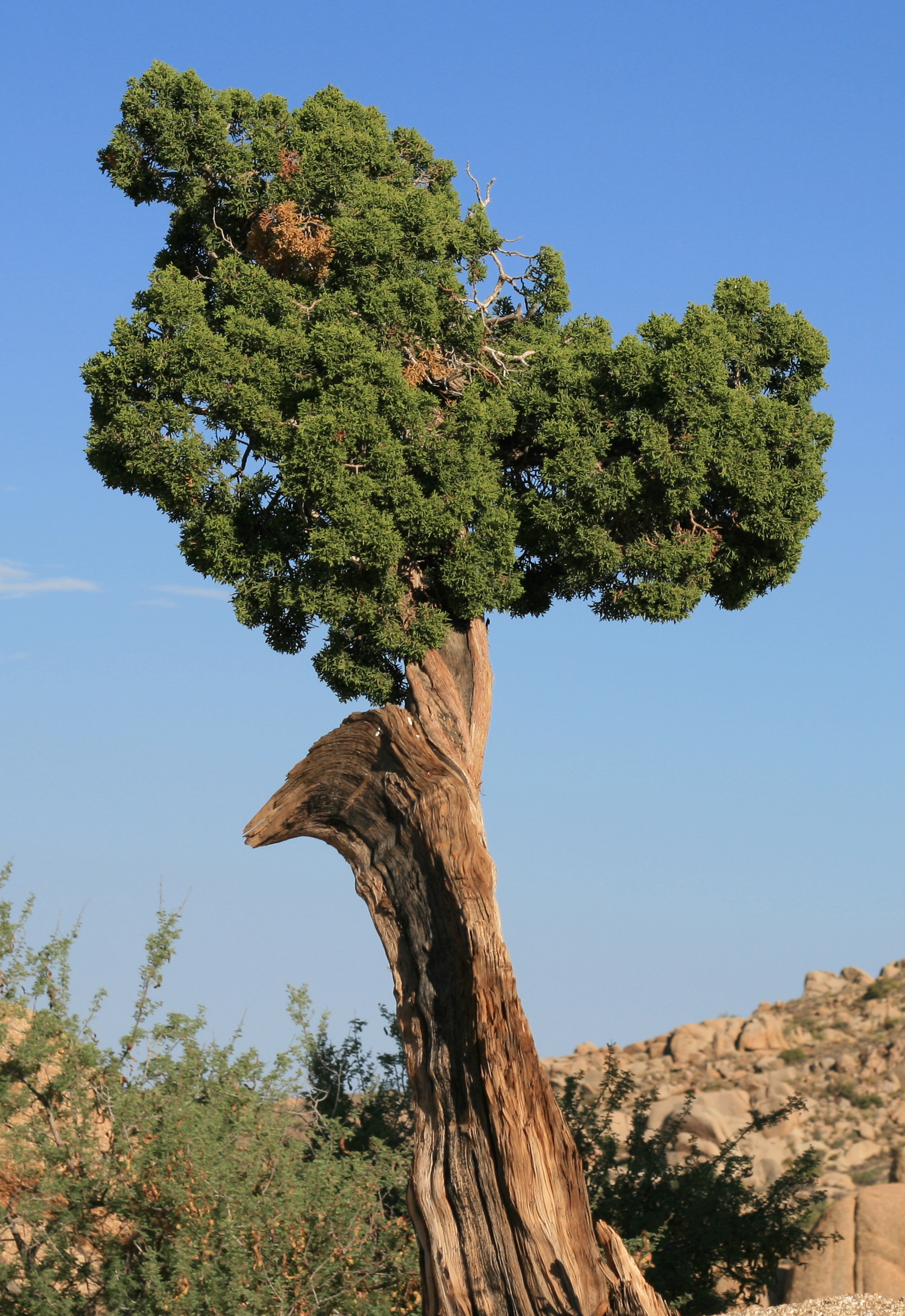
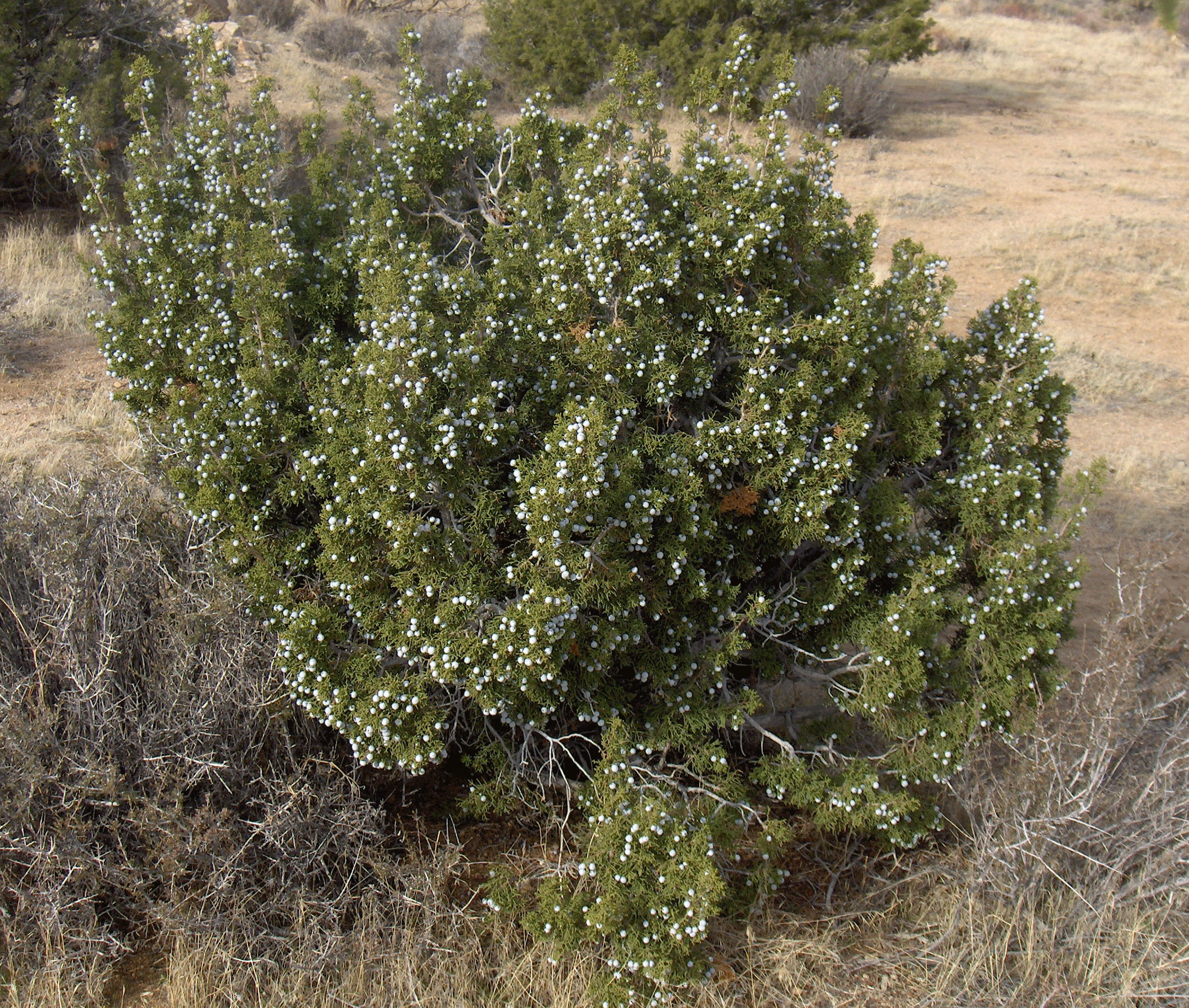